# SG 마이크로
SG 마이크로(영어: SG Micro, 중국어 간체자: 圣邦微电子, 병음: Shèngbāngwéi Diànzǐ)는 중국의 반도체 기업이다.

## 같이 보기
- 중국의 반도체 산업
- 텍사스 인스트루먼트